# UB-2F
UB-2F – pierwsza radziecka bomba kierowana o konstrukcji zbliżonej do niemieckiej Fritz-X.
UB została skonstruowana w biurze konstrukcyjnym KB-2. W czasie projektowania stosowano nazwę UB-2000 Czajka. Po testach została przyjęta w 1955 roku do uzbrojenia pod oznaczeniem UB-2F (kod GRAU 4A-22).